# Tribunal sin rostro
Un tribunal sin rostro, o también denominado jueces sin rostro, es un tribunal de justicia especial, encargado del proceso y juicio de delitos generalmente vinculados al narcotráfico, el terrorismo y el crimen organizado. Son utilizados en los sistemas judiciales de Estados que no pueden garantizar la seguridad y la integridad física del funcionariado del aparato judicial. Se trata de tribunales donde los jueces son anónimos, es decir, no se conocen sus identidades.
Este tipo especial de tribunal fue creado en Italia, donde se implementaron para los juicios contra las mafias locales. Se han utilizado en Colombia en la década de 1990 para juzgar a jefes de organizaciones de narcotráfico, y durante el gobierno de Alberto Fujimori en Perú, para los procesos contra el terrorismo de las organizaciones Sendero Luminoso y MRTA. En Brasil fue aprobado por el Tribunal de Justicia de Río de Janeiro en 2019, uniéndose a los estados de Pará, Mato Grosso, Bahía, Roraima, Santa Catarina y Alagoas en su aplicación contra delitos de narcotráfico y contra las milicias.